# Francesco Antonio Rèpaci
Pour les articles homonymes, voir Rèpaci (homonymie).
Francesco Antonio Rèpaci (Palmi, 1888 – Turin, 1978) est un économiste italien.
Il est le cousin germain de l'écrivain Leonida Rèpaci et aussi de l'avocat Francesco Rèpaci.

## Biographie
Élève de Luigi Einaudi futur président de la République italienne, il devient professeur à l'université de Bari en 1926. Il enseigne à Modène en 1935, à Padoue en 1938 et à Turin en 1949.
Il dirige le laboratoire d'économie politique à Turin Cognetti de Martiis. En 1965, il est nommé membre national des Lincei et reçoit la même année, le Prix Marzotto (it).
Durant sa carrière, il se consacre principalement à des problèmes financiers. Il est rédacteur du journal Riforma sociale de 1920 à 1935 et la Rivista di storia economica (revue de l'histoire économique) de 1936 à 1943.

### Sources
- (it) Cet article est partiellement ou en totalité issu de l’article de Wikipédia en italien intitulé « Francesco Antonio Rèpaci » (voir la liste des auteurs).